# Изотов, Валентин Дмитриевич
Валентин Дмитриевич Изотов (1 мая 1927, Селово, Тихвинский уезд, Череповецкая губерния, РСФСР — 21 февраля 2001, Гатчина, Ленинградская область) — Герой Социалистического Труда (07.05.1971), бригадир комплексной бригады строительного управления № 234 строительного треста № 49 Министерства строительства СССР.

## Биография
Родился 1 мая 1927 году в деревне Сёлово ныне Тихвинского района Ленинградской области. В 1943 году окончил 7 классов школы и поступил в школу фабрично-заводского обучения, где получил профессию столяр. Трудоустроился в мастерскую деревообрабатывающего завода в городе Гатчина.
С 1947 года начал работать, а затем стал бригадиром комплексной бригады строительного управления № 234 строительного треста № 49 в Гатчинском районе.
Руководимая им бригада в 1960-е годы за короткий срок и качественно сдала в эксплуатацию пять жилых домов в совхозе «Новый свет». Следующими были школа и детский сад. Также ими был построен кинотеатр в центре Гатчины.
Указом от 7 мая 1971 года за выдающиеся результаты в строительной отрасли Валентин Изотов был удостоен звания Герой Социалистического Труда с вручением ордена Ленина и золотой медали «Серп и Молот».
Избирался депутатом городского Совета депутатов.
В 1980-е годы вышел на заслуженный отдых.
Проживал в городе Гатчина. Умер 21 февраля 2001 году. Похоронен на Новом кладбище в Гатчине.

## Награды
Имеет следующие награды и звания:
- Герой Социалистического Труда (7.05.1971);
- Орден Ленина (7.05.1971).
- Орден Трудового Красного Знамени (11.08.1966);
- Орден Дружбы народов (19.03.1981)
- Заслуженный строитель РСФСР (1965 год).
- Почётный гражданин города Гатчина[1].

## Память о человеке
Именем Валентина Дмитриевича Изотова названа одна из улиц в Гатчине (бывший Ветеринарный переулок).